# Amortage
Amortage (estilizado em letras maiúsculas) é o extended play (EP) solo de estreia da cantora sul-coreana Jisoo. Lançado em 14 de fevereiro de 2025, através de sua gravadora Blissoo e da Warner Records. O EP marcou o primeiro lançamento solo de Jisoo após sua saída da YG Entertainment e da Interscope Records em 2023. Composto por quatro faixas em coreano e inglês, é um álbum de bubblegum pop que explora os diversos estágios do amor. 
Amortage recebeu críticas positivas por seu conceito versátil, produção dinâmica e a entrega confiante de Jisoo. Após o lançamento, estreou em primeiro lugar na Circle Digital Chart da Coreia do Sul, tornando-se seu segundo álbum a alcançar o topo no país. O single principal, "Earthquake", foi lançado junto com o álbum e estreou no topo da parada World Digital Songs da Billboard dos Estados Unidos. Para promover o EP, Jisoo embarcará na turnê de fanmeet Lights, Love, Action! pela Ásia.

## Antecedentes
Após a conclusão da Born Pink World Tour do Blackpink em 2023, Jisoo anunciou sua saída da YG Entertainment para seguir atividades solo, estabelecendo sua própria gravadora, Blissoo, em fevereiro de 2024. Em julho do mesmo ano, Jisoo revelou através de seu chat no Bubble que pretendia trabalhar em mais projetos após concluir suas filmagens para atuação, compartilhando: "Depois que as gravações terminarem, trabalharei duro para me preparar e poder encontrar os Blinks novamente em breve". Em outubro, ela deu pistas sobre várias músicas que lançaria como solista, além do comeback do Blackpink previsto para 2025, na mesma plataforma. Durante uma transmissão ao vivo em dezembro, ela confirmou que os preparativos para seu álbum estavam quase concluídos e revelou que ele teria mais faixas do que seu single álbum de estreia, Me (2023), que continha duas músicas. Em 28 de janeiro de 2025, Jisoo anunciou que havia assinado um contrato global com a Warner Records para sua carreira solo.

## Composição
Descrito como seu "trabalho solo mais abrangente até agora", Amortage é considerado o "renascimento da superestrela global". O EP apresenta duas músicas em coreano e duas em inglês e foi descrito como um "eufórico bubblegum pop", situando-se entre Kylie Minogue e Carly Rae Jepsen. Ao criar o projeto, Jisoo afirmou que queria apresentar "algo sonhador, mas inspirado no pop" e escolheu músicas que criassem "sinergia com a apresentação geral", incluindo imagem, coreografia, figurinos e conceito. Ela decidiu gravar "Your Love" e "Hugs & Kisses" em inglês porque achou que suas letras foram "bem elaboradas para capturar a atmosfera dessas músicas" nesse idioma e ela "não queria quebrar essa atmosfera". O título do EP é um aglutinação das palavras "amor", do latim para "love", e "montage", refletindo os temas do álbum sobre "os estágios emocionais do amor e os momentos definidores de um relacionamento". Jisoo o descreveu como uma "coleção de histórias sobre o amor – os altos, os baixos e tudo mais". Ela coescreveu todas as quatro faixas do EP ao lado de Jordan Roman, Jack Brady e vários colaboradores, enquanto Blissoo e The Wavys produziram todas as músicas.

## Promoção e lançamento
Em 13 de janeiro de 2025, Jisoo começou a provocar um projeto misterioso com um vídeo teaser lançado em suas contas nas redes sociais. No clipe de seis segundos, uma agulha de detector de mentiras é mostrada riscando padrões de ondas em um papel gráfico, seguida por uma tela final com a data 14 de fevereiro. Uma publicação subsequente em 22 de janeiro revelou o título do projeto em um pôster com as palavras "Amor Montage", que também foi legendado: "Uma montagem do amor". Em 26 de janeiro, ela confirmou que seu EP de estreia, Amortage, seria lançado no Dia dos Namorados. A revelação foi acompanhada por um cronograma de divulgação até o lançamento do EP.
Após o anúncio de sua assinatura com a Warner Records em 28 de janeiro, foi confirmado que Amortage seria lançado pela gravadora. O pôster oficial do título foi lançado em 31 de janeiro, e duas capas do álbum para as versões roxa e preta foram divulgadas em 1º e 2 de fevereiro, respectivamente, seguidas pela abertura das pré-vendas em 3 de fevereiro. Em 4 de fevereiro, Jisoo revelou a tracklist do EP com quatro músicas, incluindo o single principal "Earthquake".
Entre os dias 4 e 7 de fevereiro, ela lançou pôsteres conceituais para cada uma das quatro faixas do EP. Em 10 de fevereiro, um vídeo de prévia das faixas foi lançado no YouTube, apresentando trechos das quatro músicas.

## Recepção crítica
| Críticas profissionais | Críticas profissionais |
| Avaliações da crítica  | Avaliações da crítica  |
| Fonte                  | Avaliação              |
| ---------------------- | ---------------------- |
| NME                    | [ 20 ]                 |

Crystal Bell, da NME, concedeu quatro de cinco estrelas a Amortage, elogiando o álbum por sua capacidade de destacar os pontos fortes de Jisoo, além de sua abordagem autoconfiante em relação aos "prazeres atemporais do pop", que ela definiu como "melodia, emoção e um toque de travessura". Escrevendo para a Billboard, Jeff Benjamin elogiou o EP como um "trabalho que destaca os pontos fortes da estrela enquanto a impulsiona a novos patamares criativos". Ele observou que o conceito de uma montagem de amor permitiu que Jisoo explorasse com sucesso "um espectro de sons, sentimentos e estilos vocais", ao mesmo tempo que demonstrava uma artista "cada vez mais confiante e voltada para o público global".

## Lista de faixas
Todas as faixas são produzidas por Blissoo e The Wavys.
| Faixas de Amortage |                 |                                                          |         |  |
| N.º                | Título          | Compositor(es)                                           | Duração |  |
| 1.                 | "Earthquake"    | Jisoo Jack Brady Jordan Roman Sarah Troy Sara Boe        | 3:10    |  |
| 2.                 | "Your Love"     | Jisoo Brady Roman Violet Skies Lilian Caputo Jenna Raine | 2:53    |  |
| 3.                 | "Tears"         | Jisoo Brady Roman Kristin Carpenter Sophie Simmons       | 3:02    |  |
| 4.                 | "Hugs & Kisses" | Jisoo Brady Roman Austin Wolfe Chloe Copeloff            | 3:09    |  |
| Duração total:     | Duração total:  | Duração total:                                           | 12:14   |  |

| Faixa bônus digital exclusiva |                                |                            |         |  |
| N.º                           | Título                         | Compositor(es)             | Duração |  |
| 5.                            | "Earthquake" (English version) | Jisoo Brady Roman Troy Boe | 3:10    |  |
| Duração total:                | Duração total:                 | Duração total:             | 15:24   |  |

| Faixa bônus digital exclusiva Love, Jisoo edition |                                 |                            |         |  |
| N.º                                               | Título                          | Compositor(es)             | Duração |  |
| 1.                                                | "Intro from Jisoo" (Voice note) |                            | 0:07    |  |
| 6.                                                | "Earthquake" (Sam Feldt remix)  | Jisoo Brady Roman Troy Boe | 2:30    |  |
| Duração total:                                    | Duração total:                  | Duração total:             | 14:51   |  |

Notas
- "Earthquake" é estilizado em letras minúsculas.

## Equipe
- Jisoo – vocais (todas as faixas), produtora executiva, compositora (todas as faixas)
- Jack Brady – produtor executivo, compositor (todas as faixas), vocais de apoio (faixa 2), engenheiro de gravação
- Jordan Roman – produtor executivo, compositor (todas as faixas), vocais de apoio (faixa 2)
- Sarah Troy – compositora (faixa 1), vocais de apoio (faixa 1)
- Sara Boe – compositora (faixa 1)
- Violet Skies – compositora (faixa 2), vocais de apoio (faixa 2)
- Lilian Caputo – compositora (faixa 2), vocais de fundo (2)
- Jenna Raine – compositora (faixa 2), vocais de fundo (2)
- Kristin Carpenter – compositora (faixa 3)
- Sophie Simmons – compositora (faixa 3)
- Austin Wolfe – compositor (faixa 4)
- Chloe Copeloff – compositora (faixa 4)
- Blissoo – produtora (todas as faixas)
- The Wavys – produtora (todas as faixas)
- Manny Marroquin – engenheiro de mixagem
- Zach Pereyra – engenheiro assistente de mixagem
- Anthony Vilchis – engenheiro assistente de mixagem
- Trey Station – engenheiro assistente de mixagem
- Chris Gehringer – engenheiro de masterização

## Desempenho das tabelas musicais

### Posições
| Tabela musical (2025)                      | Melhor posição |
| ------------------------------------------ | -------------- |
| Japanese Digital Albums (Oricon)           | 50             |
| Japanese Digital Albums (Oricon)           | 19             |
| Japanese Download Albums (Billboard Japan) | 14             |
| South Korean Albums (Circle)               | 1              |
| South Korean Albums (Circle) Kit version   | 2              |
| South Korean Albums (Circle) SMC version   | 24             |

## Histórico de lançamento
| Região         | Data                    | Formato(s)                 | Gravadora(s)   | Ref.   |
| -------------- | ----------------------- | -------------------------- | -------------- | ------ |
| Várias         | 14 de fevereiro de 2025 | Digital download streaming | Blissoo Warner | [ 28 ] |
| Coreia do Sul  | 14 de fevereiro de 2025 | CD Kit NFC                 | Blissoo Warner | [ 29 ] |
| Estados Unidos | 14 de março de 2025     | CD Kit NFC                 | Blissoo Warner | [ 30 ] |
| Canadá         | 14 de março de 2025     | CD Kit NFC                 | Blissoo Warner | [ 31 ] |
| Europa         | 14 de março de 2025     | CD Kit NFC                 | Blissoo Warner | [ 32 ] |